# إعادة صوغ
إعادة الصوغ هي تقديم معلومات نص بكلمات أخرى، وغالبا ما يشرح أو يوضح النص الأصلي. فعبارة «كانت الإشارة حمراء» قد تعاد صوغها إلى «توقف القطار بسبب الإشارة». تسبق العبارة المعاد صوغها عادة بكلمة مثل أي أو يعني: «كانت الإشارة حمراء، أي: لم يسمح للقطار بالتقدم.»
لا تتطلب إعادة الصوغ اقتباسا، لكنها تحفظ المعنى. لذا فأي تفسير لاستنتاج معلومات ليست ظاهرة الوضوح في النص يعتبر بحثا أصليا وليس إعادة صوغ.
يعتبر وضع العبارات المعاد صوغها بدون عزو مناسب لمصدرها نوعا من السرقة الأدبية. فالتوثيق (أي ذكر المصدر) مع إعادة الصوغ يساعد على تجنب الاتهام بالانتحال أو السرقة الفكرية. وقد تهدف إعادة الصوغ إلى تبسيط نص معقد، أو توضيح بعض المفاهيم، أو إزالة التداخل بين فكرة النص الأصلي وما يعرضه الباحث من أفكار، وذلك على النحو الموضح في الجزء التالي.

## أهداف إعادة الصوغ
- التلخيص: فيمكن حذف كل ما يمكن الاستغناء عنه من ألفاظ أي أيراد المعني كاملا بأقل قدر ممكن من الكلمات.
- الوضوح: قد تكون النصوص المقتبسه في تخصص معين، ولا تفهم هذه النصوص من شخص غير متخصص، ولذلك بيجب إعادة الصوغ لتبسيط وتقريب النص من غير المتخصصين.
- تجنب العامية: ففي حالة الحديث باللغة العامية ففي أغلب الأحوال يجب إعادة صوغها باللغة الفصحى إلا في أحوال نادرة ولأسباب مبررة.[1]

## إرشادات حول كيفية إعادة الصوغ
فيما يلي مجموعة قواعد إرشادية يمكن اتباعها لتسهيل عملية إعادة الصوغ:
- محاولة ذكر اسم المؤلف في المتن: (ووفقا لفلان..... الاقتباس) مع ضرورة ذكر المصدر في الهامش وقائمة المراجع.
- في حالة صعوبة التلخيص: ابعد النص الأصلي وحاول كتابة الفكرة من جديد من ذاكرتك (ثم راجعها مع النص الأصلي)
- تغيير تركيب الجمل والفقرات لتجنب الاتهام بالتزوير: الفعلية إلى اسمية، الصفة إلى فعل أو ظرف، تغيير عدد أسطر الفقرة، وأسلوب عرض الفكرة المحورية (من البداية إلى النهاية أو العكس). ويضع البعض قواعد في هذا السياق من قبيل ضرورة ألا تتكرر ثلاث (أو خمس) كلمات متتابعة في النص المعاد صوغه مع النص الأصلي.
- إمكانية استخدام علامات التنصيص حول الكلمات أو الفقرات التي لا ترغب في تغييرها.